# Wszyscy święci (film)
Wszyscy święci – polski film z cyklu Święta polskie dotyczący Święta Wszystkich Świętych.
Był kręcony w Warszawie, Górze Kalwarii i Dęblinie.

## Obsada aktorska
- Teresa Szmigielówna – Maria Kalkus-Cios w teraźniejszości
- Wieńczysław Gliński – ksiądz Roman, były dowódca Marii
- Dorota Segda – Anka, córka Marii
- Tadeusz Huk – Jan, syn Marii
- Danuta Stenka – Krystyna, żona Jana
- Maciej Stuhr – Stefan Kopański
- Samanta Stuhr – Maria Kalkus-Cios w młodości
- Anna Polony – matka Krystyny
- Emil Karewicz – Ryszard, ojciec Krystyny
- Alina Janowska – Halina, przyjaciółka Marii z oddziału
- Joanna Kaczyńska – młoda Halinka
- Wiesława Mazurkiewicz – Romana, koleżanka Marii z oddziału
- Irena Burawska – koleżanka Marii z oddziału
- Leon Niemczyk – Michał, kolega Marii z oddziału
- Bronisław Pawlik – Bogdan, kolega Marii z oddziału
- Joanna Kurowska – kobieta na cmentarzu, żona Zenona Koterby
- Piotr Adamczyk – ksiądz na cmentarzu w Jędrzejowie
- Zofia Merle – kobieta w przedziale pociągu
- Edward Kusztal – kamieniarz
- Maciej Gąsiorek – żandarm niemiecki
- Józef Mika – żandarm niemiecki
- Jarosław Budnik – Horst
- Elżbieta Jarosik – kobieta w pociągu
- Jakub Mikołajczyk – syn Jana
- Mateusz Maksiak – syn Jana
- Sławomir Holland – mężczyzna na cmentarzu
- Stanisław Biczysko
- Bogusław Sar
- Małgorzata Ścisłowicz – pielęgniarka w szpitalu w Jędrzejowie

i inni.

## Informacje dodatkowe
- Film kręcono w listopadzie 2001.